# Supercoppa di Germania 2019
La Supercoppa di Germania 2019 (ufficialmente DFL-Supercup 2019) è stata la ventesima edizione della Supercoppa di Germania.
Si è svolta il 3 agosto 2019 al Signal Iduna Park di Dortmund tra il Bayern Monaco, vincitore della Bundesliga 2018-2019 e della Coppa di Germania 2018-2019, e il Borussia Dortmund, secondo classificato in campionato.
L'incontro è terminato con una vittoria per 2-0 dei gialloneri, trionfanti per la sesta volta nella competizione.

## Partecipanti
| Squadre           | Qualificazione                                                           | Partecipazioni precedenti (il grassetto indica la vittoria)                 |
| ----------------- | ------------------------------------------------------------------------ | --------------------------------------------------------------------------- |
| Borussia Dortmund | Secondo classificato della Bundesliga 2018-2019                          | 9 (1989, 1995, 1996, 2011, 2012, 2013, 2014, 2016, 2017)                    |
| Bayern Monaco     | Vincitore della Bundesliga 2018-2019 e della Coppa di Germania 2018-2019 | 12 (1987, 1989, 1990, 1994, 2010, 2012, 2013, 2014, 2015, 2016, 2017, 2018) |

## Tabellino
| Arbitro: | Daniel Siebert (Berlino) |

|                        |           |  |
| Alcácer 48’ Sancho 69’ | Marcatori |  |

| Borussia Dortmund | Bayern Monaco |

| P               | 35 | Marwin Hitz        |  |     |
| D               | 26 | Łukasz Piszczek    |  | 80’ |
| D               | 16 | Manuel Akanji      |  |     |
| D               | 36 | Ömer Toprak        |  |     |
| D               | 14 | Nico Schulz        |  |     |
| C               | 28 | Axel Witsel        |  |     |
| C               | 33 | Julian Weigl       |  |     |
| C               | 7  | Jadon Sancho       |  | 80’ |
| C               | 11 | Marco Reus (c)     |  |     |
| C               | 13 | Raphaël Guerreiro  |  | 75’ |
| A               | 9  | Paco Alcácer       |  |     |
| A disposizione: |    |                    |  |     |
| P               | 40 | Eric Oelschlägel   |  |     |
| D               | 2  | Dan-Axel Zagadou   |  |     |
| D               | 5  | Achraf Hakimi      |  | 75’ |
| D               | 29 | Marcel Schmelzer   |  |     |
| C               | 6  | Thomas Delaney     |  |     |
| C               | 8  | Mahmoud Dahoud     |  |     |
| C               | 10 | Mario Götze        |  |     |
| A               | 27 | Marius Wolf        |  | 80’ |
| A               | 34 | Jacob Bruun Larsen |  | 80’ |
| Allenatore:     |    |                    |  |     |
| Lucien Favre    |    |                    |  |     |

| P               | 1  | Manuel Neuer (c)     |     |     |
| D               | 32 | Joshua Kimmich       | 77’ |     |
| D               | 4  | Niklas Süle          |     |     |
| D               | 17 | Jérôme Boateng       |     |     |
| D               | 27 | David Alaba          |     | 70’ |
| C               | 18 | Leon Goretzka        |     |     |
| C               | 6  | Thiago               |     | 80’ |
| C               | 24 | Corentin Tolisso     |     |     |
| A               | 25 | Thomas Müller        |     | 66’ |
| A               | 9  | Robert Lewandowski   | 59’ |     |
| A               | 29 | Kingsley Coman       |     |     |
| A disposizione: |    |                      |     |     |
| P               | 26 | Sven Ulreich         |     |     |
| P               | 39 | Ron-Thorben Hoffmann |     |     |
| D               | 5  | Benjamin Pavard      |     | 80’ |
| C               | 19 | Alphonso Davies      |     | 66’ |
| C               | 28 | Sarpreet Singh       |     |     |
| C               | 30 | Ryan Johansson       |     |     |
| C               | 35 | Renato Sanches       |     | 70’ |
| A               | 15 | Jann-Fiete Arp       |     |     |
| Allenatore:     |    |                      |     |     |
| Niko Kovač      |    |                      |     |     |